# Fulko von Deuil
Fulko vom Deuil (* nach 1050; † 26. Oktober 11??) war ein Benediktinermönch im Frankreich des 12. Jahrhunderts. Als Verfasser eines Trostbriefes an Petrus Abaelardus – des einzigen, der sich von ihm erhalten hat – ging er in die Literaturgeschichte des Mittelalters ein.

## Person
Fulko trat zu unbekanntem Zeitpunkt im 11. Jahrhundert als Benediktinermönch in den Konvent von Saint-Florent in Saumur ein, wurde später Sakristan im Kloster Saint-Florent-le-Vieil, der einstigen Keimzelle des Konvents von Saumur, und schließlich Leiter des Priorats Saint-Eugène in Deuil bei Paris. Das Priorat, dessen Kirche sich in Teilen bis heute erhalten hat, lag einige Kilometer nördlich von Paris und ganz in der Nähe des Königsklosters Saint-Denis, in das Peter Abaelard eingetreten war. In der Funktion als Prioratsleiter muss Fulko die Bekanntschaft Peter Abaelards gemacht haben, mit dem ihn nicht die Landsmannschaft verbanden, sondern auch nähere Bekanntschaft mit dessen Heimat und Familie.
Über das Wirken Fulkos ist nichts Näheres bekannt, aber er hatte wohl nicht nur Beziehungen zur Kirchenorthodoxie von Paris, sondern auch zum Heiligen Stuhl, den er auch persönlich aufgesucht haben dürfte. Als Prior besaß er Weinberge in Dugny an der Maas.
Es ist unbekannt, wann Fulko von Deuil verstarb, aber nach dem Obituarium von Deuil muss es an einem 26. Oktober gewesen sein. Das Todesjahr ist gänzlich unbekannt.

## Bedeutung
Bei Fulkos Brief an Peter Abaelard handelt es sich um eine sogenannte Epistula consolatoria, die Fulko in Anlehnung an antike Vorbilder verfasste und die in ihrer gewandten und anschaulichen Formulierung das literarische Talent des Priors aufweist.
Der Brief wurde um 1118 geschrieben, d. h. kurz nachdem Peter Abaelard, seiner Geschlechtsteile beraubt und tief gedemütigt, in den Konvent von Saint-Denis eingetreten war. Fulko verkennt dabei den früheren Erfolg Peter Abaelards, den er „klarste Quelle der Philosophie“ nennt, nicht, tadelt aber auch heftig seine vormalige Eitelkeit und seine Verschwendungssucht, ja seinen Umgang mit „Dirnen“, und versucht schließlich, den Konvertiten von den Vorteilen des Klosterlebens zu überzeugen.
Dieser Brief ist von großer Bedeutung für die Erforschung der Geschichte Peters Abaelard, erhält er doch wichtige Details über die Umstände seiner Kastration. Aufgrund einiger Formulierungen ergibt sich, dass es sich um ein Antwortschreiben handelt, wohl verfasst nach einem heute verlorenen Bittbrief Abaelards.